# SPA Dovunque 41
Le SPA Dovunque 41 est un camion militaire, porteur en version 6x6 à roues simples, fabriqué par le constructeur italien S.P.A., filiale de Fiat V.I. entre 1943 et 1948. 

## Description
Le "Dovunque lourd 6x6 Fiat", baptisé SPA Dovunque 41, fut conçu pendant la Seconde Guerre mondiale dans ses versions camion lourd tout terrain et tracteur pour artillerie lourde ou antiaérienne, ou même en version avec un canon de 90/53. Sa production ne débuta que dans les premiers mois de 1943, ce qui explique son utilisation assez limitée au sein de l'armée italienne. Ses prestations en tous terrains étaient excellentes.
Les très bons résultats obtenus lors de essais usine poussèrent Fiat V.I. à produire, de sa propre initiative, une version plus légère du "Dovunque 41", baptisée "Dovunque 42", dont les essais débutèrent en juin 1943. La production devait être lancée en février 1944, mais les évènements de septembre 1943 mirent fin à ce programme. En revanche, la production du Dovunque 41 reprit en 1944 pour l'armée allemande, qui en avait acquis 153 exemplaires. 
La version avec canon dotée du redoutable Ansaldo 90/53 fut mise à l'étude en 1942, mais le projet n'avait toujours pas abouti au moment de l'armistice. La carrosserie Viberti étudia une version semblable avec une cabine blindée, dont un exemplaire sera produit et livré à l'automne 1944 au groupe Colleoni de la division Xa Mas. Le Dovunque 41 sera produit jusqu'en 1948.
Le Dovunque 41 fut aussi utilisé comme tracteur d'artillerie à partir de 1942. Il était avant tout destiné au tractage des canons antiaériens lourds. Il resta en service après la guerre et donna naissance au tracteur d'artillerie lourde TP 41/50 et à une dépanneuse, restés tous deux en service jusque dans les années 1970.

## Technique
La conception générale reprend le schéma du SPA Dovunque 35, basé sur un châssis très robuste à longerons reposant sur 3 essieux simples sous la forme d'un 6x6. L'empattement sur le premier essieu moteur est de 3 900 mm, la distance entre les deux essieux moteurs étant de 1 600 mm. La largeur des voies avant et arrière est de 2 000 mm.
Il est donc logique de retrouver sur les flancs du Dovunque les roues de secours, comme sur les autres modèles Dovunque de la marque.
Le moteur retenu était un Fiat diesel, 6 cylindres de 9 365 cm3 développant 110 ch à 2 000 tours par minute. Ce véhicule maintient la cabine avancée, inaugurée sur le premier Fiat Dovunque 33, si chère à Fiat. La cabine est entièrement métallique et fermée, une nouveauté pour un camion militaire. Le volant, comme la règle italienne l'impose, est à droite. Le radiateur est protégé. La charge utile de la version de base est de 4,2 tonnes. L'autonomie est de 270 km
La version camion tracteur d'artillerie a une cabine longue ouverte traditionnelle, mais avec une toile à soufflet. 6 soldats trouvent place à l'arrière plus une réserve de munitions.
La version avec canon, qui sera produite dans les usines Viberti de Turin pour ne pas tomber dans les mains de l'armée allemande, est dotée d'une cabine blindée. Le plateau arrière est remplacé par une tourelle blindée munie du puissant canon Ansaldo 90/53 Mod. 1939.